# Steinbruvannet

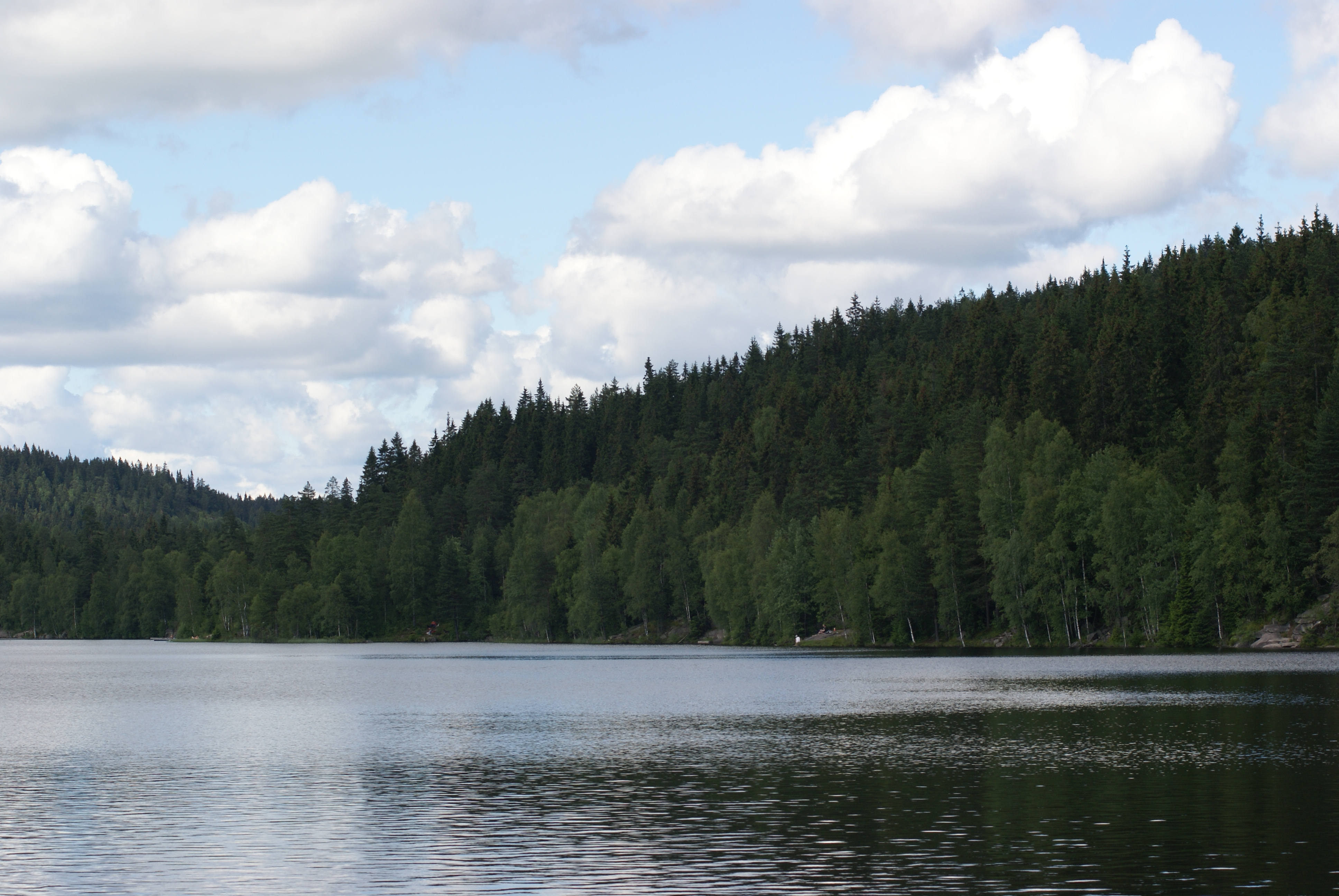
Steinbruvann, juli 2007

Steinbruvannet är en känd badsjö i Lillomarka norr om Oslo, Norge. Sjön ligger i ett populärt rekreationsområde nedanför Røverkollen, nära Grorud och Romsås. Från sjön finns goda turmöjligheter in i Marka för vandrare, cyklister och skidåkare.
Mellan 1936 och 1971 var Steinbruvannet dricksvattenreservoar och därför stängt för bad och fiske. I samband med regleringen 1936 avskiljdes en damm för bad söder om sjön.